# Duch spisovatele
Duch spisovatele (v anglickém originále Suffering Man’s Charity) je americký filmový horor z roku 2007. Režisérem filmu je Alan Cumming. Hlavní role ve filmu ztvárnili Alan Cumming, David Boreanaz, Anne Heche, Karen Blacková a Carrie Fisher.

## Obsazení
| Alan Cumming     | John Vandermark       |
| David Boreanaz   | Sebastian St. Germain |
| Anne Heche       | Helen Jacobsen        |
| Karen Blacková   | Renee                 |
| Carrie Fisher    | reportérka            |
| Henry Thomas     | Eric Rykell           |
| Maria-Elena Laas | Liliana               |
| Rachelle Lefevre | Elaine                |
| Jane Lynchová    | Ingrid                |